# Pervány
Pervány (németül: Kleinmutschen, horvátul: Prvana) Répcesarud-Alsópulya község része Ausztriában, Burgenland tartományban a Felsőpulyai járásban.

## Fekvése
Felsőpulyától 6 km-re délkeletre a Répce jobb partján fekszik.

## Története
Már a római korban kiterjedt szőlőművelés folyt ezen a vidéken. Itt vezetett át a Rómából a Balti-tenger irányába haladó Borostyánkő út.
Vályi András szerint „PERVÁNY. Klein Mutsen. Horvát, és német falu Sopron Vármegyében, földes Ura Báró Sennyei Uraság, lakosai katolikusok, fekszik Alsó Pulyához nem meszsze, mellynek filiája, Sopronhoz 3 2/8 mértföldnyire, határja sovány, két nyomásbéli, szőleje nints, erdeje tsekély.”
Fényes Elek szerint „Perván, ném. Klein-Mutschen, horvát falu, Sopron vgyében, Kőszeghez 1 órányira, 34 házzal, 170 kath. lak. Van 157 4/8 hold sovány szántóföldje, 18 hold rétje, egy kis dombos legelője, s kertecskéje, 80 hold erdeje. Birja gr. Niczky Emánuel.”
1910-ben 418, többségben horvát (241 fő) lakosa volt jelentős magyar (95 fő) kisebbséggel. 1921-ben a trianoni és a saint germain-i békeszerződések értelmében Ausztria része lett.